# James Ellroy
James Ellroy (født 4. marts 1948 i Los Angeles) er en amerikansk kriminalforfatter og essyist. Blandt hans mange værker, hvoraf de fleste er oversat til dansk, er The L.A. Quartet (The Black Dahlia, The Big Nowhere, L.A. Confidential og White Jazz) og Underworld USA Trilogy (American Tabloid, The Cold Six Thousand og Blood's a Rover).
Da Ellroy var 10 år gammel, blev hans mor voldtaget og myrdet; forbrydelsen er aldrig blevet opklaret. Sine minder om moderen og mordet på hende gav stof til erindringsværket My Dark Places, som blandt andet beskriver hans forsøg på mange år senere, sammen med en kriminalefterforsker, Bill Stoner, at opklare forbrydelsen.
Efter en omtumlet tilværelse som ung med stofmisbrug og småkriminalitet arbejdede han i en årrække, indtil han havde udgivet sin femte bog, som golfcaddy.
Mange af James Ellroys bøger er filmatiseret.

## Værker
- Brown's Requiem (1981)
- Clandestine (1982)
- Killer on the Road (oprindeligt udgivet som Silent Terror) (1986)

Lloyd Hopkins Trilogy
- Blood on the Moon (1984)
- Because the Night (1984)
- Suicide Hill (1985)

L.A. Quartet
- The Black Dahlia (1987), oversat til dansk Sorte Dahlia (1992)
- The Big Nowhere (1988), Ingenmandsland (1990)
- L.A. Confidential (1990), De faldne engles by (1991)
- White Jazz (1992), Hvid Jazz (1993)

Underworld USA Trilogy
- American Tabloid (1995), Amerian Tabloid (1995)
- The Cold Six Thousand (2001), Et amerikansk dødstrip (2001)
- Blood's a Rover (2009), Den røde gudinde (2012)

The Second L.A. Quartet
- Perfidia (2014)

Noveller og essays
- Dick Contino's Blues (Granta magazine nr. 46, Winter 1994)
- Hollywood Nocturnes (1994
- Crime Wave (1999)
- Destination: Morgue! (2004), Endestation lighuset (2007)
- Shakedown (2012)
- LAPD '53 (2015)

Selvbiografier
- My Dark Places (1996), Mine mørke steder - erindringer om en forbrydelse i Los Angeles (1997)
- The Hilliker Curse: My Pursuit of Women (2010)

Redaktør
- The Best American Mystery Stories 2002 (2002)
- The Best American Crime Writing 2005 (2005)
- The Best American Noir of the Century (2011)

Dokumentar
- 1993 James Ellroy: Demon Dog of American Crime Fiction
- 1995 White Jazz
- 2001 James Ellroy's Feast of Death
- 2006 Murder by the Book: "James Ellroy"
- 2011 James Ellroy's L.A.: City of Demons

### Filmatiseringer
- 1988 Cop
- 1997 L.A. Confidential
- 1998 Brown's Requiem
- 2002 Stay Clean
- 2002 Vakvagany
- 2002 Dark Blue
- 2003 Das Bus
- 2005 James Ellroy presents Bazaar Bizarre
- 2006 The Black Dahlia
- 2008 Street Kings
- 2008 Land of the Living
- 2011 Rampart